# الباي وديارتو
الباي وديارتو أو القاضي وعدلو أو القاضي وجماعتو، هو طبق جزائري تقليدي من الدجاج والبيض.

## الأصل وأصل الكلمة
يرجع أصل هذا الطبق إلى القصبة في الجزائر العاصمة، ويعود تاريخه إلى فترة إيالة الجزائر. يُعتبر هذا الطبق من الأطباق الملكية. اسمه يعني «الباي وحاشيته»، لأن الدجاج يمثل الباي والبيض يمثل حاشيته. أما القاضي وجماعتو فيعني «القاضي وحاشيته».

## الوصف
تُطهى قطع الدجاج في صلصة بيضاء. في نهاية الطهي، يُكسر البيض بين قطعتين من الدجاج ثم تُكمل عملية الطهي على نار هادئة في طبق الطاجين.